# ان‌جی‌سی ۶۵۶۹
ان‌جی‌سی ۶۵۶۹ (انگلیسی: NGC 6569) نام یک کهکشان است.